# Бердськ
Бердськ — місто в Новосибірській області Росії, входить в Новосибірську агломерацію . Розташований на південь від Новосибірська на березі Новосибірського водосховища, друге за чисельністю населення місто Новосибірській області — 102 608 чол. (2015).
Заснований в 1716 році на річці Бердь (права притока Обі) як фортеця Бердський острог. Місто з 1944 року.
Назва міста утворена за місцезнаходженням від назви річки Бердь. Етимологія назви поки не з'ясована .
Основна частина території Бердська потрапила в зону затоплення Новосибірського водосховища («Обського моря»).